# Rhithrodytes bimaculatus
Rhithrodytes bimaculatus är en skalbaggsart som först beskrevs av Dufour 1852.  Rhithrodytes bimaculatus ingår i släktet Rhithrodytes och familjen dykare. Inga underarter finns listade i Catalogue of Life.